# Andreï Kanchelskis
Andreï Antanassovitch Kantchelskis (en russe : Андрей Антанасович Канчельскис) est un footballeur soviétique puis russe né le 23 janvier 1969 à Kirovograd en URSS avant de devenir entraîneur.
Ce milieu de terrain offensif réalise la majorité de sa carrière en Angleterre, jouant notamment quatre ans à Manchester United. Son dernier club était le Krylia Sovetov Samara. Joueur complet sachant frapper de loin comme de près, du droit, du gauche ou de la tête, il est connu notamment pour ses gestes sortants de l'ordinaire comme son showboat (un saut avec un tour sur lui-même) ou sa prise d'information en montant les deux pieds sur le ballon.
Il a la particularité d'être le dernier buteur de l'histoire de l'Union soviétique,, sélection pour laquelle il a joué dix-sept matchs. Après la disparition de celle-ci en 1991, il représente par la suite la CEI l'année suivante avant d'être sélectionné trente-six fois avec la Russie entre 1992 et 1998.

## Biographie

### Famille et enfance
Le Lituanien Antanas Kanchelskis de Kaunas rentre dans l'armée à Kirovograd, où il rencontre une ukrainienne. Ils se marient et restent vivre en Ukraine. Le 23 janvier 1969, Andreï vient au monde et il est le deuxième enfant après sa sœur Natasha. 
Été 1990, Andreï Kanchelskis rencontre dans sa ville natale, Kirovograd une jeune fille du nom de Inna qui est aussi Miss de Kirovograd. Le 22 juin 1991, ils se marient et de leur union naissent deux enfants, l'aîné Andrei, né à Manchester le 23 décembre 1993 et une fille Eva, née à Glasgow le 23 mars 1999.

### Les débuts de sa carrière en Ukraine
Andreï Kantchelskis fait ses premiers pas dans l'équipe de football de Kirovograd Zvezda, en Ukraine, promue en deuxième division d'URSS en 1986-1987, et a vécu dans l'internat pour sportifs de Kharkov (actuelle Kharkiv).
Sa carrière professionnelle commence avec l'entraîneur Valéry Lobanovski dans le club du Dynamo Kiev, où il est entré après son service militaire, en 1988. Son premier match officiel a lieu au stade de Kiev, le 27 mars 1988, contre le Spartak de Moscou. Il marque son premier but le 4 novembre 1988 lors du match à domicile contre le Dynamo de Moscou, lors du championnat d'URSS. 15 minutes avant la fin de la rencontre, le score était de 0-1 en faveur des Moscovites, Kanchelskis égalise, puis son équipe remporte le match 2-1. En 1989, il joue toujours pour le Dynamo, dispute 15 matchs de championnat et remporte son premier titre, une médaille de bronze du championnat d'URSS. 
Après son service militaire, Kanchelskis préfère poursuivre sa carrière dans un autre club ukrainien, le FC Chakhtior Donetsk dans lequel il devient titulaire. Pendant l'été 1990, il est invité dans l'Équipe d'Union soviétique de football pour préparer et participer aux matchs du tournoi qualificatif pour le Championnat d'Europe de football 1992.

### Conquête de l'Angleterre

#### Manchester United
Le 6 février 1991, lors du match amical contre l'équipe écossaise des Glasgow Rangers, l'entraîneur principal du Manchester United, Alex Ferguson, remarque que l'avant-droit de l'équipe russe correspond tout à fait à ce qu'il recherche. Après avoir visionné des vidéos de Kanchelskis et avoir suivi le match amical entre l'Allemagne et l'Union soviétique à Francfort, Ferguson prend sa décision. Peu de temps après, le club du Chakhtior reçoit une proposition de transfert. Kanchelskis rejoint alors Ferguson et le Manchester United, qui deviendra un des plus grands clubs des années 1990, en Europe et dans le monde.
Les débuts du jeune milieu de terrain à Manchester commencent le 11 mai 1991, lors de l'un des derniers matchs de la saison contre Crystal Palace. Plusieurs joueurs manquent à l'appel car ils se préparent pour la finale de la Coupe d'Europe des vainqueurs de coupe de football, le nouveau club de Kanchelskis essuie alors une défaite 0 à 3. Mais le 15 mai, le Manchester United remporte la prestigieuse Coupe d'Europe, en battant le FC Barcelone 2 à 1. Kanchelskis suit le match de son équipe du haut des gradins du stade de Rotterdam. 
Curieusement, le milieu de terrain de Kirovograd a trouvé facile son adaptation parmi les champions anglais, et dès la première saison, il est devenu titulaire au sein du club mancunien, en occupant sa place favorite de milieu de terrain droit. 
Kanchelskis joue 4 saisons dans l'équipe anglaise, de 1991 à 1995. Avec Peter Schmeichel, Éric Cantona, Bryan Robson, Paul Ince, Mark Hughes et la révélation Ryan Giggs, il est un des cadres de l'équipe. Il a aidé à deux reprises son équipe à remporter le Championnat d'Angleterre de football, que le club n'avait plus remporté depuis 1967, soit 26 ans. De plus, Kanchelskis a également remporté la Coupe d'Angleterre de football, la Coupe de la Ligue anglaise de football, la Supercoupe de l'UEFA et à deux reprises le Community Shield.
À la liste des trophées anglais s'ajoute encore une Coupe de la Ligue anglaise en 1994. Mais lors de la finale contre Aston Villa, le 27 mars 1994, Kanchelskis commets une faute de main et se retrouve sur le banc de touche, Dean Saunders tire le penalty et marque. Le match se termine par une défaite 3-1 face aux Villans.
Parmi les matchs particulièrement réussis, on peut souligner le derby contre Manchester City lors du championnat d'Angleterre 1994/1995, Kanchelskis a réalisé un coup du chapeau et un renvoi de tête, le match s'est terminé 5 à 0 en faveur des « diables rouges ». Ce hat-trick est le premier dans l'histoire du club.
Dans tous les tournois pour Manchester United, Kanchelskis a joué en tout 162 matchs et marqué 36 buts. Kanchelskis a laissé sa trace dans l'histoire du club anglais. 
Durant la saison 1994/1995, en raison d'un petit accident et dû également à la méfiance de l'entraîneur principal Alex Ferguson, Kanchelskis a débuté de nombreux matchs sur le banc de touche.
| Année     | Championnat d'Angleterre | Championnat d'Angleterre | Coupe d'Angleterre | Coupe d'Angleterre | Coupe de la Ligue | Coupe de la Ligue | Coupe d'Europe | Coupe d'Europe | Total  | Total |
| Année     | Matchs                   | Buts                     | Matchs             | Buts               | Matchs            | Buts              | Matchs         | Buts           | Matchs | Buts  |
| --------- | ------------------------ | ------------------------ | ------------------ | ------------------ | ----------------- | ----------------- | -------------- | -------------- | ------ | ----- |
| 1991-1995 | 123                      | 28                       | 13                 | 4                  | 16                | 3                 | 10             | 1              | 162    | 36    |

#### Everton
Kanchelskis arrive à Everton juste après le début de la saison 1995/1996 qui lui est très favorable. Andrei est très vite intégré à l'équipe, remplissant sa fonction de milieu attaquant droit. À la suite de ses 16 buts marqués, il devient le meilleur sniper de l'équipe et le favori des supporters estimant significatifs les buts marqués lors des deux derbies contre Liverpool.
Le jeu contre le club Sheffield Wednesday lors de la saison finale est aussi un match remarquable, qui s'est terminé 5 à 2 en faveur d'Everton sur un hat-trick de Kanchelskis. 
En avril 1996, il est nommé meilleur joueur du mois en première ligue. Kanchelskis une fois de plus affirme son haut niveau et son professionnalisme. Lors du championnat de 1995/96, Everton ne finit pas trop mal à la sixième place, ce qui est à l'époque pour le club les meilleurs résultats depuis six ans. 
Toutefois, dans la saison suivante, Kanchelskis joue pour le club anglais seulement un an, soit dans 20 matchs de première ligue marquant 4 buts. En raison des difficultés financières et compte tenu de la proposition juteuse du club italien AC Fiorentina, la direction de Everton décide sans l'accord du joueur de le transférer. Ne voulant pas aller contre la volonté des dirigeants, Kanchelskis part en janvier 1997 à Florence découvrir la Série A. 
| Année     | Championnat d'Angleterre | Championnat d'Angleterre | Coupe d'Angleterre | Coupe d'Angleterre | Coupe de la Ligue | Coupe de la Ligue | Tous   | Tous |
| Année     | Matchs                   | Buts                     | Matchs             | Buts               | Matchs            | Buts              | Matchs | Buts |
| --------- | ------------------------ | ------------------------ | ------------------ | ------------------ | ----------------- | ----------------- | ------ | ---- |
| 1995-1997 | 52                       | 20                       | 6                  | 1                  | 2                 | 1                 | 60     | 22   |

### Passage à la Fiorentina
Les Italiens achètent Kanchelskis aux Anglais pour 8 millions de livres sterling, transfert record pour un footballeur russe. 
Lors de la deuxième moitié du championnat italien 1996/1997, Andrei dispute neuf matchs, sans inscrire le moindre but, sûrement dû aux différences de styles entre l'Italie et l'Angleterre.
Durant l'intersaison, la Fiorentina obtient une décevante 9e place, sur ces résultats l'entraîneur Claudio Ranieri quitte le club italien et part en Espagne après avoir accepté l'offre de Valence CF. Il est remplacé par Alberto Malesani. Ce dernier a immédiatement fait confiance à Kanchelskis, le plaçant aux positions où il avait l'habitude de jouer.
| Année     | Championnat d'Italie de football | Championnat d'Italie de football | Coupe d'Italie de football | Coupe d'Italie de football | Tous   | Tous |
| Année     | Matchs                           | Buts                             | Matchs                     | Buts                       | Matchs | Buts |
| --------- | -------------------------------- | -------------------------------- | -------------------------- | -------------------------- | ------ | ---- |
| 1997-1998 | 26                               | 2                                | 2                          | 0                          | 28     | 2    |

### Retour au Royaume-Uni

#### Glasgow Rangers
Après la saison de 1998/99, la direction du club écossais des Rangers de Glasgow se propose de tirer de meilleurs résultats du club, non seulement à domicile lors des épreuves nationales, mais aussi contre les meilleurs clubs d'Europe, en particulier lors de la Ligue des champions de l'UEFA.
Pour ce faire, le célèbre entraîneur néerlandais, Dick Advocaat est convié au poste d'entraîneur des Rangers, un important budget est également dégagé pour acheter de nouveaux joueurs. Parmi lesquels se trouve Andrei Kanchelskis, qui est le transfert le plus cher pour le club écossais. Un contrat est signé pour quatre ans.

#### Manchester City
La situation dans laquelle se trouve à l'époque le club n'est pas la meilleure. Manchester City se retrouve parmi les outsiders du championnat, occupant après 24 tours la 18e place, et le club lutte pour survivre en première ligue. Mais pour Kanchelskis, l'important est de jouer, et Manchester City va lui offrir cette opportunité. L'aspect positif de ce transfert est que Kanchelskis a déjà travaillé avec l'entraîneur du club, Joe Royle, qui connaît bien les capacités du joueur ukrainien. Un contrat de location de trois mois renouvelable est signé. 
Andrei Kanchelskis commence à jouer dans sa nouvelle équipe dès le prochain tour, lors du match contre Liverpool.

#### Glasgow Rangers: la dernière saison
Saison 2001/2002. Kanchelskis retourne chez les Rangers, qui lors de la saison précédente non seulement n'a pas fait une belle performance en Europe, mais n'a pas gagné un seul trophée écossais. Mais cela n'a pas eu de conséquences néfastes sur le destin de Dick Advocaat qui a continué à entraîner l'équipe. 
| Année     | Championnat d'Écosse de football | Championnat d'Écosse de football | Coupe d'Angleterre de football | Coupe d'Angleterre de football | Coupe de la Ligue | Coupe de la Ligue | Coupe d'Europe | Coupe d'Europe | Total  | Total |
| Année     | Matchs                           | Buts                             | Matchs                         | Buts                           | Matchs            | Buts              | Matchs         | Buts           | Matchs | Buts  |
| --------- | -------------------------------- | -------------------------------- | ------------------------------ | ------------------------------ | ----------------- | ----------------- | -------------- | -------------- | ------ | ----- |
| 1998-1999 | 31                               | 7                                | 5                              | 1                              | 2                 | 0                 | 7              | 1              | 45     | 9     |
| 1999-2000 | 28                               | 4                                | 5                              | 1                              | 2                 | 0                 | 5              | 0              | 40     | 5     |
| 2000-2001 | 7                                | 1                                | 0                              | 0                              | 0                 | 0                 | 7              | 2              | 14     | 3     |
| 2001-2002 | 10                               | 1                                | 3                              | 1                              | 0                 | 0                 | 1              | 0              | 14     | 2     |
| Total     | 76                               | 13                               | 13                             | 3                              | 4                 | 0                 | 20             | 3              | 113    | 19    |

#### Southampton Football Club
Le 15 août 2002, le légionnaire russe entame les négociations avec l'entraîneur anglais, Gordon Strachan qui lui propose de participer pendant deux semaines aux entraînements de l'équipe. À l'issue de ce délai, le 30 août, le directeur du club décide de signer un contrat d'un avec Kanchelskis.
Le 11 septembre, le joueur russe fait ses débuts dans l'équipe lors d'un match contre son ancien club, Everton (fait intéressant puisque son premier match pour Everton était contre Southampton). Le match s'est terminé sur une victoire de Southampton, premier des 5 tours du championnat, l'unique but a été marqué lors de la deuxième mi-temps, après l'entrée d'Andrei Kanchelskis. Mais le milieu de terrain russe n'a pu marquer d'autres buts lors de cette saison. Le reste du temps, dû au manque de confiance de l'entraîneur, Kanchelskis n'a eu qu'un rôle de figurant dans l'équipe de Southampton.

### L'expérience saoudienne avec Al Hilal
Début février 2003 marque un tournant dans la carrière d'Andrei Kanchelskis. Compte tenu de l'absence totale de jeu, il arrête avant terme sa collaboration avec Southampton et signe un contrat de quatre saisons avec le champion d'Arabie saoudite, le club d'Al Hilal basé à Riyad.
Mais en 2003, le club ne parvient pas à défendre son titre de leader, il obtient seulement la 5e place du championnat.

### Russie

#### Dynamo Moscou
Début décembre 2003, Andrei Kanchelskis retourne à Moscou, où il négocie avec le directeur du Dynamo de Moscou. Ce n'est pas la première fois qu'il s'intéresse à Kanchelskis depuis son départ du club écossais. À la suite des négociations, une décision est prise : jusqu'à la signature du contrat, Kanchelskis participe aux entraînements avec l'équipe, ce qui permet à Yaroslav Grjebik, nouvel entraîneur du Dynamo d'évaluer sa forme physique et ses capacités de jeu.
D'après l'accord conclu avec l'entraîneur, Kanchelskis rejoint l'équipe avant le premier match à l'étranger qui s'est déroulé en Turquie.
À la fin de la rencontre, le Dynamo retourne à Moscou, où commencent des négociations entre le directeur du club et l'agent du footballeur. Le 22 janvier un contrat est signé. Le jour suivant, le jour de ses 35 ans, Andrei Kanchelskis cimente leur accord en organisant une conférence de presse.

#### Saturn Ramenskoïe
Malgré un début de carrière en Russie décevant, Andrei Kanchelskis décide de lier son destin de footballeur avec les autres clubs russes de première ligue. Début avril 2004, il commence les entraînements au Saturn Ramenskoïe, à la suite d'un accord conclu avec l'entraîneur de l'équipe, Boris Ignatiev. Ce dernier signe un contrat d'un an avec le joueur. 
Le 3 juillet 2004, lors du match contre le Amkar Perm Football Club, Kanchelskis fait ses débuts longuement attendus dans le championnat russe.
Andrei marque son premier but sous les couleurs d'une équipe russe le 10 août 2004 au cours du match retour des seizièmes de finale de la Coupe de Russie de football 2004/2005, disputé à Naberejnye Tchelny (le Saturn s'impose 3-1 face au FK Kamaz).

#### Krylia Sovetov Samara
Mi-décembre 2005, Andrei Kanchelskis rejoint le Krylia Sovetov Samara, dont l'entraîneur principal est Gadji Gadjiev. Kanchelskis passe toute la pré-saison à s'entraîner et avant même que la saison commence, il signe le 7 mars 2006 un contrat d'un an.
Kanchelskis est devenu un des cadresdu Krylia. À la suite de l'accident d'Andriy Gousine, il prend le brassard de capitaine. Dans de nombreux matchs, il est l'un des meilleurs de l'équipe.
En décembre 2006, Serguei Oborin succède à Gadji Gadjiev. Le nouvel entraîneur veut rajeunir l'équipe, et il apparaît évident que pour la prochaine saison Andrei Kanchelskis ne jouerait pas. 
| Club           | Année | Première ligue | Première ligue | Coupe de Russie | Coupe de Russie | Total  | Total |
| Club           | Année | Matchs         | Buts           | Matchs          | Buts            | Matchs | Buts  |
| -------------- | ----- | -------------- | -------------- | --------------- | --------------- | ------ | ----- |
| Saturn         | 2004  | 12             | 2              | 2               | 1               | 14     | 3     |
| Saturn         | 2005  | 20             | 1              | 5               | 0               | 25     | 1     |
| Krylia Sovetov | 2006  | 22             | 1              | 2               | 0               | 24     | 1     |
| Total          |       | 54             | 4              | 9               | 1               | 63     | 5     |

## Liste des entraîneurs
en junior :
- Valeri Kapinous («Zvezda»)
- Nikolai Koltsov (Internat sportif de Kharkov)

en club :
- Iouri Gorojankin (1986, Zvezda Kirovograd)
- V. Spiridonov (1987, «Zvezda» Kirovograd)
- Grigori Ichenko (1987, «Zvezda» Kirovograd)
- Valeri Lobanovski (1988-1989, Dynamo Kiev)
- Valeri Yaremtchenko (1990-1991, FC Chakhtior Donetsk)
- Alex Ferguson (1991-1995, «Manchester United»)
- Joe Royle (1995-1997, «Everton Football Club»; 2001, «Manchester City»)
- Claudio Ranieri (1997, «AC Fiorentina»)
- Alberto Malesani (1997-1998, «Fiorentina»)
- Dick Advocaat (1998-2001, «Rangers FC» Glasgow)
- Alex McLeish (2001-2002, «Rangers FC» Glasgow)
- Gordon Strachan (2002, Southampton)
- Aad de Mos (2003, «Al Hilal Riyad»)
- Boris Ignatiev (2004, Saturn Ramenskoïe)
- Aleksandr Tarkhanov (2004-2005, «Saturn» Ramenskoïe)
- Vladimir Chevtchouk (2005, «Saturn» Ramenskoïe)
- Gadji Gadjiev (2006, Krylia Sovetov Samara)

en équipe nationale :
- Vladimir Radionov (1989-1990, Équipe d'Union soviétique de football)
- Valeri Lobanovski (1989, Équipe d'Union soviétique de football)
- Anatoli Vychovets (1990-1992, Équipe d'Union soviétique de football/Équipe de la communauté des États indépendants de football; 1998, Équipe de Russie de football)
- Pavel Sadyrin (1992-1994, Équipe de Russie de football)
- Oleg Romantsev (1994-1996, Équipe de Russie de football)
- Boris Ignatiev (1996-1998, Équipe de Russie de football)

## Palmarès

### En club
- Vainqueur de la Supercoupe d'Europe en 1991 avec Manchester United
- Championnat d'Angleterre en 1993 et en 1994 avec Manchester United
- Champion d'Écosse en 1999 et en 2000 avec les Glasgow Rangers
- Vainqueur de la Coupe d'URSS en 1990 avec le Dynamo Kiev
- Vainqueur de la Coupe d'Angleterre en 1994 avec Manchester United
- Vainqueur de la Coupe d'Écosse en 1999 et en 2000 avec les Glasgow Rangers
- Vainqueur de la Coupe d'Arabie saoudite en 2003 avec Al-Hilal
- Vainqueur de la Coupe de la Ligue anglaise en 1992 avec Manchester United

### EnÉquipe d'URSS
- 17 sélections et 3 buts entre 1989 et 1991
- Champion d'Europe Espoirs en 1990

### EnÉquipe de la CEI
- 6 sélections en 1992
- Participation au Championnat d'Europe des Nations en 1992 (Premier Tour)

### EnÉquipe de Russie
- 36 sélections et 5 buts entre 1993 et 1998
- Participation au Championnat d'Europe des Nations en 1996 (Premier Tour)

## En dehors du terrain
Auteur des livres
- (en) « Kanchelskis » (1995) — Georges Skenlon ;
- (ru) « Ma géographie » (2002) — Oleg Vinokourov.

Ambassadeur de la FIFA. En octobre 2005, Andrei Kanchelsiks devient l'ambassadeur de la FIFA pour SOS Villages d'Enfants.
Acteur. En juin 2006, il interprète un rôle dans le film Compote — (il jongle avec un ballon et réalise d'autres tours)
Loisirs. Échecs, backgammon (quand il a joué pour Al Hilal Riyad, souvent il jouait aux échecs et au backgammon avec le prince arabe, sponsor du club) et il collectionne des maillots de joueurs de foot.